# 디지털 영상속기
디지털 영상속기란 음성을 녹음해서 사용하던 기존의 속기방식과 다르게 실시간 디지털 영상을 사용해 속기하는 방식을 말한다. 
일반적인 속기의 역사는 직접 수기로 작성하는 수필속기에서 기계식 타자기 속기를 사용하는 타자기 속기, 녹음된 음성을 사용해
컴퓨터에 연결해 사용하는 컴퓨터 속기로 그 역사가 정의된다. 

## 특징
현재 한국에서 유행하고 있는 디지털 영상속기는 이러한 음성위주의 속기 방식에서 벗어나 실시간으로 전송되는 디지털 영상을
키보드 자체에서 직접 컨트롤하면서 속기록을 작성할 수 있는 최신 속기 방식이다. 
디지털 영상속기의 이점을 살펴보자면
1. 실시간 디지털 영상을 사용함으로써 보다 정확한 속기록을 작성할 수 있다. 
- 기존의 음성으로는 구분이 잘 되지 않던 다수의 발언자까지 놓치지 않을 수 있다.
- 실시간 영상을 속도조절, 전후 이동 함으로써 보다 빠른 시간안에 속기록을 작성할 수 있다.

2. 웹상의 실시간 전송 파일까지 재생이 가능, 진정한 원격지 속기.
- 의사회의록의 실시간 인터넷 중계, 인터넷 생방송 등을 실시간으로 전송받아 속기록을 작성할 수 있다.
- 원격지에서 인터넷 주소만 입력해 속기록 작성이 가능해지므로 속기에 있어 공간의 의미가 축소되었다.

현재 시대의 트렌드에 따라 영상이 갈수록 중요해지는 시점이다. 특히 인터넷 초고속화의 선두주자인 한국의 경우 이러한 영상을
전송받음에 있어 스트리밍상의 문제가 없기에 이런 독특한 속기방식이 발전할 수 있었던 것으로 보인다. 

## 활용 및 전망
최근 검찰청의 영상녹화 수사제 도입은 이러한 디지털 영상속기의 발전에 한 획을 그었다. 인권보호와 수사과정의 투명화를 위해
도입된 영상녹화 수사제는 각 영상녹화 수사실에서 일어나는 조사기록의 과정을 원격지 속기사가 직접 실시간 영상제어 기능을 
사용해 속기록을 작성할 수 있도록 제도화 시켜가는 과정에 있다. 
비단 검찰 뿐 아니라 전자 법정, 장애인 차별 금지법 등. 영상의 중요성이 날로 늘어감에 따라 디지털 영상속기가 한 트렌드에서
벗어나 세계적인 속기의 메인 스트림이 될 것이라는 것에 속기계에서는 이견이 없다.